# Хонатан Кальєрі
Хонатан Кальєрі (ісп. Jonathan Calleri, нар. 23 вересня 1993, Буенос-Айрес, Аргентина) — аргентинський футболіст, нападник клубу «Депортіво Мальдонадо».
Виступав, зокрема, за клуби «Бока Хуніорс», «Лас-Пальмас» та «Алавес», а також олімпійську збірну Аргентини.
Чемпіон Аргентини.

## Клубна кар'єра
Вихованець футбольної школи клубу «Олл Бойз». Дорослу футбольну кар'єру розпочав 2013 року в основній команді того ж клубу, в якій провів один сезон, взявши участь у 28 матчах чемпіонату.
Своєю грою за цю команду привернув увагу представників тренерського штабу клубу «Бока Хуніорс», до складу якого приєднався 2014 року. Відіграв за команду з Буенос-Айреса наступні два сезони своєї ігрової кар'єри. Більшість часу, проведеного у складі «Бока Хуніорс», був основним гравцем атакувальної ланки команди.
Протягом 2016—2016 років захищав кольори команди клубу «Депортіво Мальдонадо».
2016 року уклав контракт з клубом «Сан-Паулу», у складі якого не провів жодного з подальших років своєї кар'єри гравця.
До складу клубу «Вест Гем Юнайтед» приєднався 2016 року. Відтоді встиг відіграти за клуб з Лондона 19 матчів. Після англійської команди Хонатан Кальєрі провів по сезону в оренді за «Лас-Пальмас» і «Алавес». 
В серпні 2019 року Кальєрі прейшов на правах оренди з можливістю викупу за 25 мільйонів євро до «Еспаньйола».

## Виступи за збірну
2016 року захищав кольори олімпійської збірної Аргентини. У складі цієї команди провів 3 матчі, забив 1 гол. У складі збірної — учасник футбольного турніру на Олімпійських іграх 2016 року у Ріо-де-Жанейро.

## Статистика виступів

### Статистика клубних виступів
| Сезон                    | Команда                  | Чемпіонат                | Чемпіонат | Чемпіонат | Національний кубок | Національний кубок | Національний кубок | Континентальні кубки | Континентальні кубки | Континентальні кубки | Інші змагання | Інші змагання | Інші змагання | Усього | Усього |
| Сезон                    | Команда                  | Ліга                     | Ігор      | Голів     | Ліга               | Ігор               | Голів              | Ліга                 | Ігор                 | Голів                | Ліга          | Ігор          | Голів         | Ігор   | Голів  |
| ------------------------ | ------------------------ | ------------------------ | --------- | --------- | ------------------ | ------------------ | ------------------ | -------------------- | -------------------- | -------------------- | ------------- | ------------- | ------------- | ------ | ------ |
| 2013–14                  | «Олл Бойз»               | ПД                       | 28        | 5         | КА                 | 1                  | 1                  | -                    | -                    | -                    | -             | -             | -             | 29     | 6      |
| 2014–15                  | «Бока Хуніорс»           | ПД                       | 16        | 6         | КА                 | 1                  | 0                  | КС                   | 8                    | 2                    | -             | -             | -             | 25     | 8      |
| 2015-січ. 2016           | «Бока Хуніорс»           | ПД                       | 26        | 10        | КА                 | 5                  | 2                  | КЛ                   | 4                    | 3                    | -             | -             | -             | 36     | 15     |
| Усього за «Бока Хуніорс» | Усього за «Бока Хуніорс» | Усього за «Бока Хуніорс» | 42        | 16        |                    | 6                  | 2                  |                      | 12                   | 5                    |               | -             | -             | 60     | 23     |
| січ.-трав. 2016          | «Сан-Паулу»              | КП+СА]                   | 14+5      | 4+3       | КБ                 | 0                  | 0                  | КЛ                   | 12                   | 9                    | -             | -             | -             | 31     | 16     |
| 2016–17                  | «Вест Гем Юнайтед»       | ПЛ                       | 6         | 0         | КА+КЛ              | 0+1                | 0                  | ЛЄ                   | 2                    | 0                    | -             | -             | -             | 9      | 0      |
| Усього за кар'єру        | Усього за кар'єру        | Усього за кар'єру        | 95        | 28        |                    | 8                  | 3                  |                      | 26                   | 14                   |               | -             | -             | 129    | 45     |

## Досягнення
- Чемпіон Аргентини:

«Бока Хуніорс»: 2015
- Володар Кубка Аргентини (1):

«Бока Хуніорс»: 2014-15
- Володар Кубка Бразилії (1):

«Сан-Паулу»: 2023
- Володар Суперкубка Бразилії (1):

«Сан-Паулу»: 2024